# Theodor-Körner-Hütte
Die Theodor-Körner-Hütte ist eine Schutzhütte der Akademischen Sektion Wien des Österreichischen Alpenvereins in 1466 m ü. A. Höhe nahe der Stuhlalm auf der Westseite des Gosaukammes. Somit befindet sich die kleine Schutzhütte im westlichen Teil des Dachsteingebirges hoch über Annaberg-Lungötz im Bundesland Salzburg. Aufgrund der leichten Erreichbarkeit ist sie ein beliebtes Ziel von Wanderern und Tagesgästen, aber auch ein wichtiger Stützpunkt für Bergsteiger, die von hier aus größere Touren auf die Gipfel des Gosaukammes unternehmen können sowie für Weitwanderer auf dem Nordalpenweg. 
Im Winter bietet die Umgebung gute Möglichkeiten für extreme Skitouren, allerdings ist die Hütte dann geschlossen und es steht auch kein Winterraum zur Verfügung. Die Hütte ist nach dem Dichter Theodor Körner benannt, von dem auch ein zeitgenössisches Porträt in der Hütte hängt.

## Zugänge
- Vom Pommerbauer (980 m, Parkplatz) über den Hüttenweg, leicht, Gehzeit: 1½ Stunden
- Von Annaberg-Lungötz (780 m) über Dolomitenhof, Pommergut und Hüttenweg, leicht, Gehzeit: 2¾ Stunden
- Von Mauerreith (1170 m, Parkplatz) über Forstweg, Lochalmgraben, nicht markierter Weg, Gehzeit: 1½ Stunden
- Vom Vorderen Gosausee (930 m) über die Gablonzer Hütte (bis dort auch mit Seilbahn), Gehzeit: 3½ Stunden

## Übergänge
- Stuhlalm (1450 m), nächstgelegene (private) Nachbarhütte, Gehzeit: 5 Minuten
- Gablonzer Hütte (1550 m) über den Austria-Höhenweg, leicht, Gehzeit: 1¾ Stunden
- Hofpürglhütte (1705 m) über den Austria-Höhenweg und das Stuhljoch, mittel, Gehzeit: 3½ Stunden

## Gipfelbesteigungen
- Mandlkogel (2274 m) über Südwestflanke, markiert und teilweise gesichert, nur für Geübte, Gehzeit: 2½ Stunden
- Angerstein (2100 m) über Südwestflanke, markiert und teilweise gesichert, nur für Geübte, Gehzeit: 2 Stunden
- Strichkogel (2035 m) über Sulzkar, markiert und nur am letzten Stück ausgesetzt, nur für Geübte, Gehzeit: 2 Stunden
- Großer Donnerkogel (2054 m) über Strichkogelscharte und Steinriesenkogel, nur für Geübte, Gehzeit: 2¾ Stunden